# Tegea

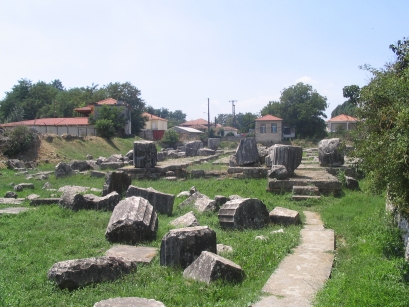
Athena Aleias tempel i Tegea.

Tegea var en bosättning i antikens Grekland och är också ett samhälle i nuvarande Arkadien i Grekland, med centrum i byn Stadio.
Antikens Tegea var ett viktigt religiöst centrum i Grekland, där Athena Aleias tempel fanns (hon var den "Bevingade Athena"). Temenos grundades av Aleus, vet Pausanias berätta. Votivbronsföremål på platsen från arkaisk och geometrisk tid har formen av hästar och hjortar; det finns också sigillstenar och vadben. Under arkaisk tid gick de nio byar, som lydde under Tegea, samman för att bilda en stad. Tegea fanns med i Homeros skeppskatalog som en av de städer, som bidrog med fartyg och manskap vid det achaiska anfallet mot Troja.
Tegea kämpade mot den spartanska hegemonin i Arkadien och blev slutligen erövrat omkring 560 f.Kr. Under 300-talet f.Kr. gick Tegea med i det arkadiska förbundet och kämpade för att frigöra sig från Sparta. Athena Aleas tempel brann ner 391 f.Kr., men återuppbyggdes efter Scopas av Paros ritningar, med reliefer över den kalydoniska vildsvinsjakten i den centrala frontonen. Staden upplevde lugn under det romerska riket, men plundrades 395 av goterna. Pausanias besökte staden under 100-talet e.Kr. De "gravar" han såg där var helgedomar, tillägnade de ktoniska daemonerna: "Där finns också graven efter Tegeates, Lykaions son, och efter Maira, Tegeates hustru. Det sägs att Maira var dotter till Atlas och Homeros omnämner henne när Odysseus för Alkinous berättar om sin resa till Hades och om dem vars spöken han mötte där". Platsen för antikens Tegea finns nu inne i den nuvarande grekiska staden Aleia, som kallades Piali (icke att förväxla med Palaia Episkopi). Aleia ligger ungefär en mil sydöst om Tripoli. Kommunen Tegeas centrum är Stadio. Provinsen Megalopoli ligger väster om kommunen och Kynouria ligger öster om den.